# Vilken sång, vilket jubel
Vilken sång, vilket jubel är en sång med text av John Appelberg från 1896. Musiken är komponerad 1892 av Alfred E Braine.

## Publicerad i
- Musik till Frälsningsarméns sångbok 1907 som nr 329.
- Frälsningsarméns sångbok 1929 som nr 365 under rubriken "Jubel, erfarenhet och vittnesbörd".
- Frälsningsarméns sångbok 1968 som nr 353 under rubriken "Det Kristna Livet - Jubel och tacksägelse".
- Frälsningsarméns sångbok 1990 som nr 527 under rubriken "Lovsång, tillbedjan och tacksägelse".